# El regreso de la armonía
El regreso de la armonía  (The Return of Harmony en inglés) es el título de un doble capítulo correspondiente al primer y segundo episodio de la segunda temporada (capítulos 27 y 28 en la serie en general) de la serie animada My Little Pony: La magia de la amistad. Se emitió por separado los días 17 de septiembre de 2011 y el 24 de septiembre de 2011 en Estados Unidos y los días 3 de diciembre de 2012 y el 4 de diciembre de 2012 en Hispanoamérica. En el doble capítulo, el espíritu de la discordia y el caos, Discord, ha escapado, y la princesa Celestia cita a Twilight y a sus amigas para usar los elementos de la armonía y derrotar a Discord. Ellas se dan cuenta de que los elementos desaparecieron, y Discord les toma el pelo mencionándoles un acertijo. Twilight, creyendo que los elementos están en el laberinto de Canterlot, conduce a sus amigos allí, pero Discord manipula a las ponis quitándole sus alas y cuernos a las ponis, separándolas y lavándoles el cerebro, salvo Twilight. Rainbow Dash sale volando creyendo que Cloudsdale está en problemas. Discord se regodea ante Twilight de que la ha superado y promete extender el caos por toda Equestria.

## Resumen

### Primera parte: El escape de Discord

#### La estatua de Discord
El episodio comienza con Cheerilee llevando a sus alumnos por el jardín de estatuas de Canterlot. Ella les va mostrando las diferentes estatuas que hay allí, tales como las que representan la amistad y otras mencionadas. Las Cutie Mark Crusaders están impresionadas por las estatuas y Scootaloo menciona lo genial que sería tener una cutie mark de victoria, Apple Bloom, sarcásticamente le dice que eso podría ser si fuera alguien "victoriable" en algo. Sweetie Belle la corrige diciendo que eso no es una palabra y Scootaloo se queda indignada. Cheerilee las interrumpe y pregunta que representa una estatua muy particular. Ella les pregunta a sus alumnos que cuenten algo sobre ella y las Cutie Mark Crusaders describen las partes que lo componen. Cheerilee dice que es un "draconequus, una criatura que tiene una cabeza de poni y cuerpo de toda clase de cosas" y les pregunta que representa. El trío adivina conceptos negativos, pero Sweetie Belle corrige equivocadamente y dice "caos". Apple Bloom salta sobre las dos y comienzan a pelear. Por encima de ellas, una parte de la estatua se ilumina brevemente. La maestra les dice que esta bien, que lo que representa la estatua es discordia o falta de armonía entre los ponis. Luego les dice que al haber representado tan bien el término, escribirán un ensayo sobre el tema. Las Cutie Mark Crusaders se decepcionan. Al irse, la escena se enfoca en el draconequus mostrando que se ilumina nuevamente y se oye una risa macabra.

#### Las primeras señales
Se ve a Rainbow Dash volando y de repente choca con una nube de algodón de azúcar, al principio se pregunta lo que es, al probarlo, se da cuenta de que es algodón de azúcar y al desprenderse de ella, la nube comienza a llover chocolate. 
Applejack al verla, se queja de que el clima está alterado. En ese mismo momento, la lluvia de chocolate pasa por Sweet Apple Acres y ocurren varios eventos. De repente, los granos en el maíz empiezan a saltar y palomitas de maíz comienzan inundar el campo. Pinkie Pie, sin embargo, está encantada por esto. Rarity aparece en un traje para la lluvia púrpura y paraguas haciéndole juego. Mientras ella habla, las manzanas de los árboles se hinchan, por lo que los árboles se tuercen con su peso. Applejack le grita a Fluttershy para que controle a sus ardillas y los conejos que se alimentan de las manzanas enormes, pero las patas de los conejos se alargan como las piernas de los ciervos. 
Twilight Sparkle llega con Spike y dice que tiene un hechizo "a prueba de fallas" para contrarrestar el extraño clima y las deformidades de los animales. Ella lanza su hechizo pero todo queda igual que como estaba. Sin pensarlo, organiza a Rainbow Dash y a Applejack para que acorralen las nubes y que las aten con un lazo. Twilight le dice a Fluttershy que la ayude para atraer la atención de los animales a comer las nubes y las palomitas de maíz en lugar de las manzanas. No mucho tiempo después, Spike recibe una carta de la princesa Celestia en donde quiere que las 6 ponis vayan a Canterlot inmediatamente.

#### El regreso de Discord
Se encuentran a la princesa en el castillo de Canterlot, y la siguen a un pasillo lleno de vidrieras. Celestia explica que el clima extraño está siendo causado por una criatura que existía en Equestria hace mucho tiempo cuyo gobierno causó malestar e infelicidad para todas las razas de ponis hasta que ella y la princesa Luna utilizaron los elementos de la armonía una vez más para derrotarlo. Sin embargo, ya que ella y Luna no están más conectadas a los elementos, el hechizo se rompió. Celestia les pide a las ponis que ellas utilicen los elementos para poder derrotar a Discord. Mientras Twilight le promete a la princesa que puede contar con ellas. Pinkie interrumpe diciendo que el caos es bueno si se trata de la lluvia de chocolate. Celestia abre una puerta usando su cuerno y su magia como llave y recupera una caja en donde se guardan los elementos, pero al abrirla, descubren con horror que está vacía.
De pronto, la voz de Discord, es un eco por toda la habitación, y pronto se ve que anima una representación de sí mismo en una de las vidrieras. Exhibe el conocimiento sobrenatural acerca de las ponis principales, contándoles sobre el elemento que representa cada uno, y los deja con un enigma que dice así:

"Giros y vueltas mi plan maestro trazaron, luego encuentren los elementos de vuelta donde comenzaron."
Discord

Esto lleva a Twilight a sospechar que los elementos están ocultos en el interior de laberinto de setos del castillo.

#### Dentro del laberinto
A medida que se acercan al laberinto, Rainbow Dash dice que irá por arriba para guiar a las demás ponis. Con un destello sus alas de repente desaparecen y cae al suelo. Lo mismo le ocurre a las alas de Fluttershy y Rainbow Dash y los cuernos de Twilight y Rarity, lo que las asusta mucho. En un instante, Discord aparece y les dice que jugarán un juego "para encontrar los elementos de la armonía" y hay dos reglas estrictas:

"Solo los tomé para asegurarme de que no hagan trampa. Verán, esta es la primera regla de nuestro juego. No volar, y no... hacer magia. [...]  La segunda regla es que cada pony debe jugar, o se acabara el juego y yo ganaré. ¡Buena suerte a todas las ponis!"
Discord

Confiadas en su amistad, se aproximan a la entrada para hacerlo todas juntas pero de repente aparecen paredes que las deja cada una por su lado, acuerdan encontrarse en el centro del laberinto.

#### Applejack, la mentirosa
Intentando buscar el centro del laberinto, ve 3 manzanas y decide seguirlas. Allí encuentra un lago y unos árboles bajo los cuales hay seres formados por las manzanas de esos árboles. Es un truco de Discord el cual maneja los seres de manzanas como si fueran marionetas y le muestra que en un Ponyville ideado por Discord, su amistad se termina y cada una se va por su lado. Hipnotiza a Applejack y al volverse mentirosa, su color desaparece mágicamente. Inmediatamente todo desaparece y se abre una pared donde justo pasaba Twilight y ésta, al verla le comenta que oyó a alguien hablar, pero Applejack mira a su alrededor y le miente a Twilight diciendo que no hablo con ningún poni. Ésta se pregunta si Applejack estaba mintiendo y se dice a sí misma que eso no sería posible.

"Estaba hablando con... ¡ningún poni, ningún poni en absoluto!"
Applejack en discordia

#### Pinkie Pie, la amargada
Pinkie salta alegremente por el laberinto, y se topa con una amplia zona llena de globos, a la que llegó siguiendo los 3 globos que conforman su cutie mark. Todos tienen caras sonrientes hasta que al pasar por ellos, uno se queda atado en su pierna y la hace caer. Inmediatamente deja de reír pero los globos continúan haciéndolo. Discord aparece y Pinkie le dice que no es divertido porque los globos se reían de ella, no con ella. El le dice que con sus amigas es la misma historia. Al principio lo niega pero cuando aparecen las caras de sus amigas en los globos, Pinkie se da cuenta de que la risa también puede doler y ser cruel. Discord la hipnotiza, su color desaparece y los globos comienzan a explotar. Una pared se mueve y Twilight junto con Applejack la ven. Twilight al acercarse a Pinkie, esta rechaza su saludo y Applejack miente cuando dice que no le nota nada extraño. Twilight piensa que el estrés las está volviendo un poco raras y decide seguir buscando a las demás.

"Ah, les alegra, ¿eh? ¿Por qué?, ¿necesitan burlarse?"
Pinkie Pie en discordia

#### Rarity, la egoísta
Rarity camina a través del laberinto, quejándose a sí misma, hasta que de repente golpea la cara con una gran roca que bloquea su camino. Incrustados se encuentran tres diamantes como los que forman su cutie mark. Discord aparece en los reflejos de los diamantes, diciéndole que es su día de suerte para encontrar los diamantes preciosos, que él describe como la única cosa que podría rivalizar con la belleza de su rostro. Él empieza a hipnotizarla, pero ella se resiste, dándole la espalda, y lucha para alejarse, pero fue en vano. Rarity sucumbe a sus defectos personales en un tiempo récord y corre de vuelta a la roca, perdiendo su color, ya que comienza a cavar. Con el tiempo, cubierta de suciedad, revela un enorme diamante. A medida que empieza a llevarlo lejos, el resto de las grietas de las rocas se derrumba, se ve a Twilight, Applejack y Pinkie Pie. Cuando Twilight va a saludar a Rarity, ve que está alzando una roca (pero desde el punto de vista de Rarity, es un diamante) y se vuelve muy protectora con ella, negándose a compartirla con las demás. Luego nombra a la roca "Tom".

"¿A qué te refieres con piedra? Ésta gran roca hermosa y deslumbrante es un ¡diamante!, y es todo mío. ¡Aparten sus envidiosos ojos de él!, ¡yo lo encontré y es mío, limpiamente!"
Rarity en discordia

#### Fluttershy, la perversa
En lugar de caminar por el laberinto, Fluttershy se esconde en uno de los setos. Mientras se habla a sí misma, ve pasar tres mariposas (las mismas que conforman su cutie mark) y se asusta pero al segundo las persigue y las pierde de vista por un momento pero aparecen detrás de ella y le empiezan a hablar (en realidad es Discord disfrazado). Discord trata de convencerla de que sus amigas la creen débil e indefensa y se ríen de ella a sus espaldas, pero Flutteshy resiste diciendo que sus amigas la comprenden a ella y aceptan sus defectos. Frustrado, Discord con solo tocarla, hace que pierda su color y se vuelva cruel. Los setos se abren camino y Twilight aparece con las demás. Cuando va a saludarla, sólo recibe contestaciones burlonas de Fluttershy y esta le pone fin a la conversación dándole un coletazo en la cara. Luego se va a molestar a Pinkie. Twilight se da cuenta de que algo pasa con sus amigas y que no es producto del estrés. Luego ayuda a Rarity a llevar su roca pero esta le dice que ni siquiera piense su "diamante".

"¿Por qué no sacas tu pequeño cuerno mágico y lo arreglas todo? [...] Ah, es cierto, no puedes, no tienes cuerno."
Fluttershy en discordia

#### Rainbow Dash, la traidora
Rainbow Dash corre a través del laberinto, revisando cada área delante de ella, y de repente ve una nube que lleva una semejanza notable a su cutie mark. Creyendo que era su elemento, ella lo persigue, sólo para encontrar a Discord acostado en una hamaca hecha de nubes. Haciendo omiso, ella le dice que se prepare para pelear. Discord solo le dice que está para entregar un mensaje, lo que sucederá si toma la opción equivocada. Le muestra una ilusión falsa del colapso de Clousdale. Rainbow Dash hipnotizada, grita con horror ante lo que ve. Discord le muestra un regalo y le dice que dentro se encuentra sus alas y tiene dos opciones: tomarlas e irse, o quedarse en el laberinto para siempre (en ese momento su color se desvanece). Ella elige tomar sus alas y escapar de allí.

"¿Cloudsdale... se derrumbará... sin mi? ¡No!"
Rainbow Dash en discordia

#### El comienzo del caos
Twilight lleva la roca de Rarity y ve cómo sus amigas pelean entre sí. Dice que estarán unidas y que son un equipo imparable, que Rainbow Dash no las abandonará. Sin embargo, Applejack ve que Rainbow Dash se va volando del laberinto y mientras lo hace, nubes de tormenta comienzan a aparecer, el laberinto tiembla y comienza a hundirse, haciendo que se borre por completo. Discord aparece diciendo que alguien rompió la regla de "no alas y no magia" y que perdieron el juego. Luego de devolverles los cuernos a Rarity y Twilight y de regresarle las alas a Fluttershy, abre un paraguas invertido y dice que se preparen para el caos.

### Segunda parte: El fin del caos

#### Caos en Equestria
Comenzando en el episodio anterior, Twilight Sparkle y Pinkie Pie en discordia, Applejack, Fluttershy y Rarity discuten entre ellos en los restos del laberinto que Discord había arrasado. Fluttershy y Pinkie Pie están discutiendo sobre la risa, mientras que Applejack y Rarity están discutiendo sobre el "diamante" de Rarity. Applejack le miente a Rarity una vez más diciendo que Twilight deberían dividir en seis partes el "diamante" y que la encontraron juntas.
Discord es visto sentado en un sofá y comiendo palomitas de maíz, disfrutando del espectáculo. Twilight exige saber cómo se prevé obtener los Elementos de la Armonía si Discord había derribado el laberinto antes de que pudieran llegar al final. Al oír esto, Discord se ríe y le muestra a Twilight un flashback de cuando le dio a la Princesa Celestia y los demás su enigma, recordándole que él nunca dijo que los elementos de la armonía estaban en el laberinto. Discord sale para comenzar su reinado de caos, burlonamente diciéndole a Twilight que tal vez la "magia de la amistad" podría ayudarla. Twilight se pregunta qué trató de decir Discord con "de vuelta donde comenzaron", y concluye que significa volver a Ponyville.

#### Buscando los Elementos de la Armonía
Durante un arduo viaje de vuelta lleno de caminos con jabón y conejitos de largas patas, sus amigos en discordia siguen causando problemas. Twilight se encuentra con Discord una vez más, que habla con ella sobre un Ponyville ahora desorientado para convertirse en "la capital mundial del caos", antes de desaparecer. Finalmente llegan a la biblioteca donde Twilight y Spike viven, y mientras Twilight suplica mientras sus amigas entran en la biblioteca, pierden aún más su color, haciéndolas peor que antes. Rarity está afuera, y dice que piensa que Twilight planea robarse a "Tom", explicando que Tom es el nombre que se ha dado a la piedra que ella cree que es un diamante. Resignada, Twilight lleva a la roca dentro por Rarity y se estrella a través de la puerta, dejando un gran agujero en la pared. Una vez dentro, Twilight le pide a Spike a recuperar el libro sobre los elementos de la armonía, pero se ve perturbada por la voluntad de las otras ponis jugando Keep Away (también conocido como "El gato") pasando el libro alrededor que le impide a Twilight leerla. Una vez que Twilight finalmente obtiene en sus cascos el libro, se encuentra con todos los Elementos de la Armonía en su interior.
Frustrada porque sus amigas ya no se preocupan por este hallazgo o la crisis actual, Twilight forzosamente les coloca los elementos a Fluttershy, Pinkie Pie, Applejack y Rarity, así como a Spike, quien le asigna el papel de Rainbow Dash. Las ponis animan la idea de derrotar a Discord y no tener que volver a volverse de nuevo, y todas ellas con regocijo salen, con excepción de Rarity, quien tiene problemas para empujar a "Tom" por delante de ella. Twilight enfadada saca la roca por la ventana, dejando otro agujero gigante en la pared. Discord aparece fuera de la biblioteca, burlándose de ellas y crea una diana que aparece en su pecho para que "acierten" ahí. Twilight trata de combinar los elementos para derrotar a Discord con Spike como Rainbow Dash, pero en última instancia falla porque no sólo Rainbow Dash está ausente en el grupo, también porque las ponis no pueden acceder a sus elementos, debido a su estado de discordia en la que están. Después de perder toda esperanza y confianza en ellas, ya que se separaron, el color de Twilight cambia a gris y se vierte una lágrima que salpica en una forma de un corazón roto. Discord celebra su victoria de como Ponyville es impulsado cada vez más en el caos total.

" ¡Con amigas como ustedes, quién necesita...! enemigos..."
Twilight Sparkle en discordia

#### Volviendo a descubrir la importancia de la amistad
Twilight, desesperada, tira a la basura su tiara del elemento de la magia y le dice a Spike que abandonarán Ponyville. Sin embargo, Spike es visto regurgitando una pila interminable de pergaminos que le había enviado a la Princesa Celestia, que resultan ser todos los informes de la amistad que Twilight había enviado durante sus aventuras pasadas. Después de leer estos pergaminos, Twilight se da cuenta una vez más de la importancia de la amistad, recupera su voluntad y color, y se dispone a recuperar al resto de sus amigas. El programa narra 24 informes amistad que Twilight escribe a Celestia antes de este episodio, pero hay muchos más pergaminos que Celestia envía de nuevo a Twilight en este episodio.

#### Volviendo a ser las mismas de antes
En una reunión con Applejack en Sweet Apple Acres, Twilight emplea un hechizo de memoria para impulsar las imágenes de aventuras pasadas con sus amigas en la mente de Applejack. Esto revierte a Applejack a su misma anterior, confesando que para enfrentar la verdad, terminó diciendo mentiras. Luego Twilight hace lo mismo con Fluttershy, que ahora cree que su crueldad no era más que un sueño que ella describe como "una pesadilla". Twilight restaura a Rarity, que arroja lejos la roca gigante que había estado guardando y le pide no hablar nunca más de esta situación de nuevo. Por último revierten a Pinkie Pie, que se ríe de su situación anterior.

#### La captura de Rainbow Dash
Las ponis, de vuelta a sus estados anteriores encuentran a Rainbow Dash, que todavía está en discordia y sentada sobre una pequeña nube, creyendo que es Cloudsdale. Twilight y las otras ponis entran sigilosamente a una Rainbow Dash durmiendo dentro del Globo Centellante de Twilight Sparkle y Fluttershy trata de ayudar a Rainbow Dash para que Twilight pueda restaurar su personalidad. Sin embargo, Fluttershy, ahora de vuelta a su tipo de personalidad, se niega a tener un enfoque agresivo y la despierta preguntándole cortésmente si puede sujetarla. Esto lleva a Dash a alejarse con "Cloudsdale" en sus cascos y volar lejos. Twilight, Rarity, Applejack y Pinkie Pie empiezan a perseguir a Rainbow Dash en el globo, con Fluttershy propulsándola. Applejack logra atrapar a Rainbow Dash con una cuerda, pero la cuerda se engancha en Pinkie Pie y los cascos de Rarity, arrastrándolas fuera del globo, haciendo que Rarity le recordarla a Pinkie Pie que debía asegurar la cuerda, unida a la pegaso que todavía no alcanzan. Fluttershy no es capaz de mantener la velocidad, hasta que Twilight le recuerda a Discord, lo cual supera a Rainbow Dash y las otras ponis son capaces de proteger a Twilight para revertir a Rainbow Dash.

#### Confrontando a Discord
Las ponis, ahora todas de regreso a su estado anterior, se encuentran con Discord de nuevo, que está sentado en un trono con un vaso de leche con chocolate. Bebe el vaso y tira el chocolate, el cual explota. Discord, aún confía su incapacidad para derrotarle, se hace a sí mismo un blanco abierto. Sin embargo, debido a que los seis ponis pueden ahora manejar sus respectivos elementos, una vez más, ellas combinan sus poderes y disparan un arco iris gigante, al igual que lo hicieron cuando derrotaron a Nightmare Moon, causando una explosión al igual que una Rain-plosión Sónica de Rainbow Dash. Discord se ve horrorizado antes de que se ha convertido en piedra una vez más, Ponyville es revertido de nuevo a la normalidad, y se retira todo el caos y la discordia causada por Discord.

"Yo te diré lo que aprendimos, Discord. Aprendimos que la amistad no siempre es sencilla, pero no hay duda que vale la pena luchar por ella."
Twilight Sparkle

#### Inmortalizadas al derrotar a Discord
Al final del episodio, la Princesa Celestia tiene una ceremonia en Canterlot, en honor a las ponis por derrotar a Discord donde una nueva vitral es revelada que representa su victoria.
- Datos: Q7760406